# 이동찬
이동찬(李東燦, 1922년 4월 27일 (1922년 음력 4월 1일) - 2014년 11월 8일)은 대한민국의 기업인이다. 코오롱그룹의 전 명예회장이며  본인의 고향이 경북 영일이라 코오롱그룹이 프로야구 원년 대구-경북 연고 물망에 한때 거론됐으나 삼성이 창단을 결정하는 바람에 무산되기도  했다.

## 생애
1922년 경상북도 포항시에서 태어나, 1944년 와세다 대학을 졸업하고 1957년 대구에 코오롱의 모태인 한국나일론을 설립했다. 1960-1970년대 코오롱상사, 코오롱나일론, 코오롱폴리에스터 대표이사를 지내며 섬유산업 발전을 이끌었다.

## 경력
- 1957년 : 코오롱 창설
- 1958년 : 한국나일론 전무이사
- 1960년 : 개멸상사 사장
- 1964년 ~ 1970년 : 삼경물산 사장
- 1968년 : 코오롱상사 사장
- 1970년 : 한국나일론 사장
- 1970년 : 여자실업농구연맹 회장
- 1970년 : 삼경물산 회장
- 1971년 : 한국폴리에스터 사장
- 1974년 : 한국경영자협의회 부회장
- 1974년 : 삼경개발 사장
- 1975년 : 대한농구협회 부회장
- 1977년 ~ 1995년 : 코오롱그룹 회장
- 1977년 : 여자실업농구연맹 회장
- 1980년 : 한국섬유산업연합회 부회장
- 1980년 : 대한농구협회 회장
- 1981년 : 한국투자금융 회장
- 1982년 ~ 1995년 : 한국경영자총협회 회장
- 1983년 : 대한농구협회 명예회장
- 1983년 ~ 1996년 : 한국섬유산업연합회 회장, 고문
- 1985년 ~ 1996년 : 대한골프협회 회장
- 1987년 : 경제단체협의회 회장
- 1991년 : 보람은행 회장
- 1996년 : 코오롱 명예회장
- 1996년 : 한국경영자총협회 명예회장
- 1996년 : 대한골프협회 명예회장
- 1996년 ~ 1998년 : 2002년 월드컵축구대회조직위원회 위원장
- 한국경영자총협회 고문

## 수상
- 1984년 : 제16회 한국의 경영자상
- 2003년 : 제3회 서상돈상 본상

## 참조
1. ↑  링크
2. ↑  홍순일 (2006년 11월 16일). “[야구]<취재파일> 프로야구 탄생(8)”. 스포츠코리아. 2021년 6월 29일에 확인함.
3. ↑  홍순일 (2006년 11월 21일). “[야구]<취재파일> 프로야구 탄생(11)”. 스포츠코리아. 2021년 6월 29일에 확인함.
4. ↑  고 이동찬 코오롱그룹 명예회장, 한국 최초 나일론공장을 짓다 브릿지경제, 2015-08-15
5. ↑  이동찬 코오롱 명예회장, 92세 일기로 별세《머니투데이》, 2014년 11월 8일

| 전임 이병희 | 제20대 대한농구협회 회장 1980년 9월 ~ 1983년 1월 24일 | 후임 서성환 |

| 전임 김용주 | 제2대 한국경영자총협회 회장 1982년 ~ 1995년 | 후임 김창성 |